# تدسي نسندالن
تدسي نسندالن هي جماعة قروية في إقليم تارودانت بجهة سوس ماسة جنوب المغرب. وهي تضم 5424 نسمة، حسب الإحصاء العام للسكان والسكنى لسنة 2014.
يقع مركز الجماعة على الطريق الإقليمية رقم 1723، ويبعد مركز الجماعة عن تارودانت بـ 30 كلم.

## التعليم
قائمة المؤسسات التعليمية في جماعة تدسي نسندالن:
- مجموعة مدارس عبد الكريم الخطابي (المركزية: إميغزار / الوحدات: تاواجوت، إسيل، أمشتوتل، أموسلك، تدسي)
- مجموعة مدارس أبي موسى الأشعري (المركزية: الحاج سليمان / الوحدات: وغيلاس، اكنغرار توريرت، ايت ابرايم، تمكرت نسوق، ايت حمو، إداوبران، تيلازين)
- إعدادية بوغانيم
- مدرسة سيدي الحاج سليمان للتعليم العتيق

## دواوير الجماعة
تتكون جماعة تدسي نسندالن من 28 دوار:
- تيدسي
- امشتوتل
- اموسلك
- اميغزر
- تاواجوت
- اسيل
- تمنهروت
- اكنغرار
- توريرت
- تلوم
- اجاريف
- اداوبران
- تيلازين
- اغيل البرج
- وغيلاس
- ايت بنهوا
- الگوض
- ونمسا
- تازروت
- تونين
- ايت برايم
- تيفغلت
- ايت حمو
- إنيلف
- والمو
- افرني

## بالإضافة إلى أحد الدواوير اسمه اخلصن
- المركز الصحي القروي المستوى الأول في إميغزار

## النقل والطرق
- الطريق معبد من تارودانت إلى مركز جماعة تدسي نسندالن مرورا عبر العين المديور وأدوار
- الطريق معبد من أولاد تايمة إلى مركز جماعة تدسي نسندالن مرورا عبر الكليتة والقصيبة
- الطريق معبد بين مركز جماعة تدسي نسندالن ومركز جماعة أصادص
- الطريق معبد بين مركز جماعة تدسي نسندالن ومركز جماعة توفلعزت

## الاقتصاد
تحتضن جماعة تدسي نسندالن، مصنع لافارج هولسيم أكادير سوس، وهو مصنع ضخم بقدرة انتاجية سنوية تصل إلى 1.6 مليون طن من الاسمنت. ويعمل هذا المصنع على دعم المنطقة في مجالات التعليم والصحة والتشغيل والتنمية المحلية.

## السياحة
تشتهر المنطقة بوجود عين تدسي وهي معروفة بأنها تحتوي على مياه معدنية طبيعية مفيدة للجسم.